# Sullay Kaikai
Sulaiman Borbor Kaikai (Southwark, Londres, Inglaterra, 26 de agosto de 1995) es un futbolista sierraleonés. Juega de centrocampista y su equipo es el Cambridge United F. C. de la League One.

## Trayectoria
Formado en las inferiores del Crystal Palace, debutó a nivel profesional en 2014 durante su préstamo al Crawley Town en la League One, y luego de un año en su regreso debutó con el primer equipo del Palace.
Ha sido enviado a préstamo al Cambridge United de la League Two, al Shrewsbury Town de la League One, al Brentford del Championship y al Charlton Athletic de la League One.
En enero de 2019 se desvinculó del Crystal Palace y firmó por el NAC Breda. La aventura solo duró seis meses ya que en julio regresó a Inglaterra para jugar en el Blackpool F. C. Dejó el club al término de la temporada 2020-21 y en julio firmó por el Wycombe Wanderers F. C. Rescindió su contrato en enero de 2023 y se marchó al Milton Keynes Dons F. C. antes de regresar al Cambridge United en julio.

## Selección nacional
Es internacional absoluto por la selección de Sierra Leona desde 2021.

## Vida personal
Kaikai nació en el municipio londinense de Southwark y sus padres son provenientes de Sierra Leona.

## Estadísticas
Actualizado al último partido disputado el 31 de octubre de 2018.
| Crawley Town (préstamo) Inglaterra |               |               |    |   |    |   |   |   |   |    |     |    |
| 3.ª | 2013-14       | 5             | 0  | - | -  | - | - | - | - | 5  | 0   |    |
| Total club | Total club    | 5             | 0  | - | -  | - | - | - | - | 5  | 0   |    |
| Crystal Palace Inglaterra |               |               |    |   |    |   |   |   |   |    |     |    |
| 1.ª | 2014-15       | 0             | 0  | 1 | 1  | - | - | - | - | 1  | 1   |    |
| 1.ª | 2015-16       | 1             | 0  | 0 | 0  | - | - | - | - | 1  | 0   |    |
| 1.ª | 2016-17       | 1             | 0  | 2 | 0  | - | - | - | - | 3  | 0   |    |
| 1.ª | 2017-18       | 1             | 0  | 3 | 0  | - | - | - | - | 4  | 0   |    |
| 1.ª | 2018-19       | 0             | 0  | 2 | 0  | - | - | - | - | 2  | 0   |    |
| Total club | Total club    | 3             | 0  | 8 | 1  | - | - | - | - | 11 | 1   |    |
| Cambridge United (préstamo) Inglaterra |               |               |    |   |    |   |   |   |   |    |     |    |
| 4.ª | 2014-15       | 25            | 5  | 5 | 1  | - | - | - | - | 30 | 6   |    |
| Total club | Total club    | 25            | 5  | 5 | 1  | - | - | - | - | 30 | 6   |    |
| Shrewsbury Town (préstamo) Inglaterra |               |               |    |   |    |   |   |   |   |    |     |    |
| 3.ª | 2015-16       | 26            | 12 | 2 | 0  | - | - | 1 | 0 | 29 | 12  |    |
| Total club | Total club    | 26            | 12 | 2 | 0  | - | - | 1 | 0 | 29 | 12  |    |
| Brentford (préstamo) Inglaterra |               |               |    |   |    |   |   |   |   |    |     |    |
| 2.ª | 2016-17       | 18            | 3  | - | -  | - | - | - | - | 18 | 3   |    |
| Total club | Total club    | 18            | 3  | - | -  | - | - | - | - | 18 | 3   |    |
| Charlton Athletic (préstamo) Inglaterra |               |               |    |   |    |   |   |   |   |    |     |    |
| 3.ª | 2017-18       | 14            | 0  | - | -  | - | - | 1 | 0 | 15 | 0   |    |
| Total club | Total club    | 14            | 0  | - | -  | - | - | 1 | 0 | 15 | 0   |    |
| Total carrera | Total carrera | Total carrera | 91 | 0 | 15 | 2 | 0 | 0 | 2 | 0  | 108 | 22 |
| (1) Incluye datos de la Copa de la Liga de Inglaterra y FA Cup. (2) Incluye datos del Football League Trophy y play-offs de la League One. |               |               |    |   |    |   |   |   |   |    |     |    |